# Episodi de La squadra (ottava stagione)
L'ottava stagione della serie televisiva poliziesca La squadra è andata in onda dal 7 marzo al 5 dicembre 2007 su Rai 3.
| nº | Titolo                      | Prima TV Italia   |
| -- | --------------------------- | ----------------- |
| 1  | Sotto scacco                | 7 marzo 2007      |
| 2  | L'odore dei soldi           | 14 marzo 2007     |
| 3  | Coincidenze non casuali     | 21 marzo 2007     |
| 4  | Principessa guerriera       | 28 marzo 2007     |
| 5  | Una piccola storia ignobile | 4 aprile 2007     |
| 6  | Falsi movimenti             | 11 aprile 2007    |
| 7  | La testa del serpente       | 18 aprile 2007    |
| 8  | Vivi e morti                | 25 aprile 2007    |
| 9  | La strana morte di Ibrahim  | 2 maggio 2007     |
| 10 | Fantasmi                    | 9 maggio 2007     |
| 11 | Relazioni pericolose        | 16 maggio 2007    |
| 12 | Spazzature                  | 23 maggio 2007    |
| 13 | Modi diversi di uccidere    | 30 maggio 2007    |
| 14 | Angeli                      | 5 settembre 2007  |
| 15 | È arrivato un bastimento    | 12 settembre 2007 |
| 16 | Occhio per occhio           | 19 settembre 2007 |
| 17 | Sicurezze                   | 26 settembre 2007 |
| 18 | Giochi pericolosi           | 3 ottobre 2007    |
| 19 | Legami                      | 10 ottobre 2007   |
| 20 | Una giornata nera           | 17 ottobre 2007   |
| 21 | Zone d'ombra                | 24 ottobre 2007   |
| 22 | Chi semina vento...         | 7 novembre 2007   |
| 23 | Questioni di famiglia       | 14 novembre 2007  |
| 24 | Doppia coppia               | 21 novembre 2007  |
| 25 | Sceneggiata napoletana      | 28 novembre 2007  |
| 26 | La squadra                  | 5 dicembre 2007   |

## Sotto scacco
- Diretto da:
- Scritto da:

Trama
- Altri interpreti:

## L'odore dei soldi
- Diretto da:
- Scritto da:

Trama
- Altri interpreti:

## Coincidenze non casuali
- Diretto da:
- Scritto da:

Trama
- Altri interpreti:

## Principessa guerriera
- Diretto da:
- Scritto da:

Trama
- Altri interpreti:

## La squadra
- Diretto da:
- Scritto da:

Trama
Napoli. Il Sant'Andrea ora è guidato da Pettenella, tornato insieme alla Veneziani. Cafasso, che da tempo è in un altro commissariato come vicario, lo informa che lo stabile diventerà presto una struttura più burocratica e verranno tutti trasferiti. Ramaglia e la Spanò hanno ripreso il loro posto alle Volanti. L'ispettore Guerra è molto felice, poiché la sua compagna Elena è incinta. Lui, Sciacca, Battiston e Russo vengono contattati da De Pretis, che però non si presenta all'incontro prefissato via SMS. Indagando, scoprono che è tornato in Italia con Tania, accompagnando una bambina. Arrivano poi a sapere che quella piccola era una clandestina da cui il boss camorrista Salvatore Mirante aveva intenzione di prelevare un rene per il figlio malato. L'intera squadra ce la mette tutta per risolvere la situazione. De Pretis viene intanto trovato cadavere, e si scopre che aveva finto di stare al gioco del boss solo per rientrare in Italia e salvare la bambina. Opponendosi, era stato picchiato a sangue e poi fatto bruciare nella sua auto. Alla fine si riesce a rintracciare Tania, insieme alla bambina. Guerra riesce a neutralizzare uno degli sgherri del boss ed a salvare la piccola, ma viene ucciso da Frigerio, un compagno del malavitoso. L'intero commissariato si dispera per la perdita. Al termine dell'episodio Cafasso, parlando da amico, ricorda al gruppo che la riorganizzazione delle strutture è stata resa necessaria per opporsi con maggior efficacia al crimine, rammaricandosi circa il fatto che il Sant'Andrea sia trasformato in un luogo dove si timbreranno solo carte e poco altro, dato che per anni non è stato solo un luogo di lavoro, e ciascuno dei componenti porterà con sé sia il ricordo di Pietro, Anna, Sergio, Stefano ed altri colleghi rimasti uccisi, sia la fierezza per le tante indagini portate a buon fine, affinché da quella squadra possano nascerne altre vincenti.
- Altri interpreti: